# Leon Musayev
Leon Narimanovich Musayev (tiếng Nga: Леон Нариманович Мусаев; sinh ngày 25 tháng 1 năm 1999) là một cầu thủ bóng đá người Nga. Anh thi đấu cho F.K. Zenit-2 Sankt Peterburg.

## Sự nghiệp câu lạc bộ
Anh có màn ra mắt tại Giải bóng đá Quốc gia Nga cho F.K. Zenit-2 Sankt Peterburg vào ngày 11 tháng 7 năm 2016 trong trận đấu với F.K. Sokol Saratov.